# John Lindsay (atleta paralimpico)
John Lindsay (Melbourne, 29 gennaio 1970) è un ex atleta paralimpico australiano.

## Biografia
Lindsay ha partecipato per la prima volta ai Giochi paralimpici a Seul 1988 senza vincere nessuna medaglia. Quattro anni dopo, vince a Barcellona 1992 una medaglia d'oro nei 200 metri, una medaglia d'argento nei 100 metri e una medaglia di bronzo nei 400 metri. Grazie all'oro vinto a Barcellona riceve la medaglia dell'Ordine dell'Australia. Ad Atlanta 1996 conquista una medaglia d'oro nei 100 metri, una medaglia d'argento nei 200 metri e una medaglia di bronzo nei 400 metri mentre a Sydney 2000 ottiene una medaglia d'oro nei 100 metri, una medaglia d'argento nella staffetta 4×100 metri e una medaglia di bronzo nei 200 metri.
Nel 1995 e nel 2000, Lindsay è stato studente all'Australian Institute of Sport. Nel 1996, il consiglio cittadino della città di Kingston ha creato la riserva John Lindsay a Patterson Lakes, in Victoria. Nel 2000, ha ricevuto la medaglia dello sport australiano.

## Palmarès
| Anno | Manifestazione       | Sede       | Evento          | Risultato | Prestazione | Note |
| ---- | -------------------- | ---------- | --------------- | --------- | ----------- | ---- |
| 1992 | Giochi paralimpici   | Barcellona | 100 m piani TW3 | Argento   | 15"80       |      |
| 1992 | Giochi paralimpici   | Barcellona | 200 m piani TW3 | Oro       | 27"45       |      |
| 1992 | Giochi paralimpici   | Barcellona | 400 m piani TW3 | Bronzo    | 52"33       |      |
| 1994 | Mondiali paralimpici | Berlino    | 100 m piani T52 | Bronzo    |             |      |
| 1994 | Mondiali paralimpici | Berlino    | 200 m piani T52 | Argento   |             |      |
| 1996 | Giochi paralimpici   | Atlanta    | 100 m piani T52 | Oro       | 15"22       |      |
| 1996 | Giochi paralimpici   | Atlanta    | 200 m piani T52 | Argento   | 27"38       |      |
| 1996 | Giochi paralimpici   | Atlanta    | 400 m piani T52 | Bronzo    | 52"93       |      |
| 1998 | Mondiali paralimpici | Birmingham | 100 m piani T54 | Argento   |             |      |
| 1998 | Mondiali paralimpici | Birmingham | 200 m piani T54 | Argento   |             |      |
| 2000 | Giochi paralimpici   | Sydney     | 100 m piani T53 | Oro       | 15"59       |      |
| 2000 | Giochi paralimpici   | Sydney     | 200 m piani T53 | Bronzo    | 28"42       |      |
| 2000 | Giochi paralimpici   | Sydney     | 4×100 m T54     | Argento   | 55"01       |      |
| 2002 | Mondiali paralimpici | Lilla      | 100 m piani T53 | Argento   |             |      |